# Ursula Konzett
Ursula Konzett (n. 16 noiembrie 1959, Grabs⁠(d), Cantonul St. Gallen, Elveția) este o schioare alpină ce a reprezentat Liechtenstein, medaliată olimpică. A participat la o ediție a Jocurilor Olimpice (1984) în care a câștigat o medalie de bronz.

## Participări
Lista de mai jos prezintă principalele competiții la care a participat Ursula Konzett de-a lungul carierei.
- alpine skiing at the 1984 Winter Olympics – women's slalom[*]